# Семья по выбору
«Семья по выбору» (англ. Family by Choice, кор. 조립식 가족) — южнокорейская дорама в жанре комедия и мелодрама режиссёра Ким Сын Хо и сценариста Хон Щи Ёна. Премьера дорамы состоялась 9 октября 2024 года, состоит из 16 серий, каждая продолжительностью в 1 час и 5 минут. В главных ролях играли Хван Ин Ёп, Пе Хён Сон, Чон Чеён. В сериале мы узнаем историю трёх друзей, которые росли вместе как семья, не смотря на то, что вовсе не были связанны кровным родством. Спустя некоторое время друзья разъедутся по разным местам и через 10 лет вновь встретятся вместе уже взрослыми и успешными.